# Cessna 150
«Цессна-150» (англ. Cessna 150) — лёгкий самолёт. Выпускался компанией «Цессна». С 1959 по 1977 год было построено 23 949 самолётов. Cessna 150 является простой и надёжной машиной. По этой причине, он стал одним из самых популярных самолётов для обучения начинающих пилотов.
К недостаткам следует отнести высокую чувствительность самолёта к турбулентности из-за малого веса и низкой нагрузки на крыло — от 10 фунтов/фут².

## ЛТТ
- Экипаж: 1
- Пассажиров: 1
- Длина: 7,3 м
- Крыла: 10,2 м
- Высота: 2,6 м
- Расход топлива: 6 галлонов США/ч (23 л/ч)
- Пустой вес: 504 кг
- Полезная нагрузка: 202 кг
- Максимальный взлётный вес: 730 кг
- Крейсерская скорость: 198 км/ч
- Максимальная скорость: 259 км/ч
- Дальность: 421 миль (678 км)
- Потолок: 4300 м